# Ballon d'Or 1982
De Ballon d'Or 1982 was de 27e editie van de voetbalprijs georganiseerd door het Franse tijdschrift France Football. De prijs werd gewonnen door de Italiaan Paolo Rossi (Juventus).
De jury was samengesteld uit 26 journalisten die aangesloten waren bij de volgende verenigingen van de UEFA: West-Duitsland, de DDR, Oostenrijk, België, Bulgarije, Tsjecho-Slowakije, Denemarken, Spanje, Finland, Frankrijk, Griekenland, Hongarije, Engeland, Ierland, Luxemburg, Italië, Nederland, Polen, Portugal, Roemenië, Schotland, Sovjet-Unie, Zweden, Zwitserland, Turkije en Joegoslavië.
De resultaten van de stemming werden gepubliceerd in editie 1916 van France Football op 28 december 1982. 

## Stemprocedure
Elk jurylid koos de beste vijf spelers van Europa. De speler op de eerste plaats kreeg vijf punten, de tweede keus vier punten en zo verder. Op die wijze werden 390 punten verdeeld, 130 punten was het maximale aantal punten dat een speler kon behalen (in geval van een zesentwintig koppige jury).

## Uitslag
| Plaats | Speler                | Club                                | Stemmen | Stemmen | Stemmen | Stemmen | Stemmen | Stemmen | Punten |
| Plaats | Speler                | Club                                | 1º      | 2º      | 3º      | 4º      | 5º      | Totaal  | Punten |
| ------ | --------------------- | ----------------------------------- | ------- | ------- | ------- | ------- | ------- | ------- | ------ |
| 1º     | Paolo Rossi           | Juventus                            | 21      | 1       | 2       |         |         | 24      | 115    |
| 2º     | Alain Giresse         | Girondins Bordeaux                  |         | 8       | 6       | 5       | 4       | 23      | 64     |
| 3º     | Zbigniew Boniek       | Widzew Łódź / Juventus              |         | 7       | 5       | 4       | 2       | 18      | 53     |
| 4º     | Karl-Heinz Rummenigge | Bayern München                      |         | 7       | 4       | 4       | 3       | 18      | 51     |
| 5º     | Bruno Conti           | AS Roma                             | 5       |         | 5       | 4       |         | 14      | 48     |
| 6º     | Rinat Dasajev         | Spartak Moskou                      |         | 1       |         | 4       | 5       | 10      | 17     |
| 7º     | Pierre Littbarski     | 1. FC Köln                          |         | 1       | 1       | 1       | 1       | 4       | 10     |
| 8º     | Dino Zoff             | Juventus                            |         |         | 2       | 1       | 1       | 4       | 9      |
| 9º     | Michel Platini        | AS Saint-Etienne / Juventus         |         |         |         | 1       | 3       | 4       | 5      |
| 10º    | Bernd Schuster        | FC Barcelona                        |         | 1       |         |         |         | 1       | 4      |
| 11º    | Giancarlo Antognoni   | Fiorentina                          |         |         | 1       |         |         | 1       | 3      |
| 12º    | Bruno Pezzey          | Eintracht Frankfurt                 |         |         |         | 1       |         | 1       | 2      |
|        | Gaetano Scirea        | Juventus                            |         |         |         | 1       |         | 1       | 2      |
|        | Eric Gerets           | Standard Luik                       |         |         |         |         | 2       | 2       | 2      |
| 15º    | Paul Breitner         | Bayern München                      |         |         |         |         | 1       | 1       | 1      |
|        | Torbjörn Nilsson      | IFK Göteborg / 1. FC Kaiserslautern |         |         |         |         | 1       | 1       | 1      |
|        | Walter Schachner      | Cesena                              |         |         |         |         | 1       | 1       | 1      |
|        | Marco Tardelli        | Juventus                            |         |         |         |         | 1       | 1       | 1      |
|        | Marius Trésor         | Girondins Bordeaux                  |         |         |         |         | 1       | 1       | 1      |

## Trivia
- Met Rinat Dasajev en Dino Zoff eindigden er twee keeper in de top 10 van de eindklassering.

## Referentie
- Eindklassement op RSSSF

France Football:
1956 · 
1957 · 
1958 · 
1959 · 
1960 · 
1961 · 
1962 · 
1963 · 
1964 · 
1965 · 
1966 · 
1967 · 
1968 · 
1969 · 
1970 · 
1971 · 
1972 · 
1973 · 
1974 · 
1975 · 
1976 · 
1977 · 
1978 · 
1979 · 
1980 · 
1981 · 
1982 · 
1983 · 
1984 · 
1985 · 
1986 · 
1987 · 
1988 · 
1989 · 
1990 · 
1991 · 
1992 · 
1993 · 
1994 · 
1995 · 
1996 · 
1997 · 
1998 · 
1999 · 
2000 · 
2001 · 
2002 · 
2003 · 
2004 · 
2005 · 
2006 · 
2007 · 
2008 · 
2009 · 
2016 · 
2017 · 
2018 · 
2019 · 
2021 · 
2022 · 
2023 · 
2024